# Uchylsko

Nieoficjalny herb wsi Uchylsko

Uchylsko (niem. Uchilsko) – wieś w Polsce położona w województwie śląskim, w powiecie wodzisławskim, w gminie Gorzyce.

## Nazwa
W alfabetycznym spisie miejscowości na terenie Śląska wydanym w 1830 roku we Wrocławiu przez Johanna Knie wieś występuje pod obecnie używaną, polską nazwą Uchylsko, oraz Uchilsko.

## Historia
Miejscowość została po raz pierwszy wzmiankowana w 1229 roku, w bulli papieża Grzegorza IX dla benedyktynów tynieckich, zatwierdzającej ich posiadłości w okolicy Orłowej, w tym wieś Uchilsko. Powstała w 1268 orłowska filia tegoż klasztoru w posiadała pod koniec XIII wieku prawa do dochodów z tej wsi. Uchylsko leży historycznie na ziemi wodzisławskiej i wchodziło dawniej w skład Wodzisławskiego Państwa Stanowego.
W latach 1975–1998 miejscowość administracyjnie należała do województwa katowickiego.

## Turystyka
Przez miejscowość przebiega międzynarodowa trasa rowerowa EuroVelo 4 (Szlak Europy Centralnej) - w Polsce wyznakowana jako R-4 , obecnie od granicy polsko-czeskiej do Krakowa. Trasa ta ma w gminie wspólny przebieg z  czerwoną trasą rowerową nr 24, tzw. Pętlą rowerową Euroregionu Śląsk Cieszyński. Przez miejscowość przebiega także  żółta trasa rowerowa nr 316, tzw. trasa rowerowa powiatu wodzisławskiego.
Z miejscowości pochodził:
- Rudolf Adamczyk (1905–1980) – polski ksiądz i więzień polityczny.
- Ferdynand Korneliusz Adamczyk (1896 – 1988) – polski działacz plebiscytowy na Górnym Śląsku, uczestnik III powstania śląskiego, lekarz internista.